# Thrasychiroides
Thrasychiroides is een geslacht van hooiwagens uit de familie Neopilionidae.
De wetenschappelijke naam Thrasychiroides is voor het eerst geldig gepubliceerd door B. A. Soares & H. E. M. Soares in 1947. 

## Soorten
Thrasychiroides is monotypisch en omvat slechts de volgende soort:
- Thrasychiroides brasilicus